# Cordeumàtides
Els cordeumàtides (Chordeumatida) són un gran ordre de diplòpodes de la subclasse Chilognatha. Conté unes 1200 espècies amb una distribució gairebé mundial. Posseeixen al voltant de 30 segments corporals i arriben a uns 25 mm de longitud.

## Descripció
Els chordeumatidans són de cos relativament curt, amb només 26-32 segments del cos darrere del cap. Tenen una longitud d'entre 4-25 mm. Una característica clau és la presència de 6 grans pèls a la superfície dorsal de cada segment del tronc. El primer segment (coll) és relativament estret, donant l'aparença d'un "coll" diferenciat en moltes espècies. El cos es redueix cap a la part posterior i la punta més posterior (telson) conté òrgans productors de seda (fileres). Un solc dorsal recorre tota la longitud del cos i algunes espècies posseeixen paranots (expansions laterals de l'exoesquelet). Els paranots també es troben en alguns altres diplòpodes, sobretot Polydesmida, dels quals es poden distingir els per tenir més de 20 segments corporals i una ranura dorsal. A diferència de la majoria dels altres helmintomorfs, els cordeumàtides no tenen ozopors (obertures de glàndules defensives).

## Distribució
Els cordeumàtides tenen una àmplia distribució, per tots els continents, excepte a l'Antàrtida. Estan presents a Madagascar però absents de l'Àfrica subsahariana i, a part del sud de Xile, són absents en gran part d'Amèrica del Sud. Es troben als tròpics d'Amèrica Central, el sud-est asiàtic i Oceania, i al sud de Tasmania, Nova Zelanda i l'illa de Chiloé (Xile). Són abundants a les zones muntanyoses fredes i rocoses, d'Europa i Àsia central, estenent-se cap al nord fins a Escandinàvia, Sibèria i a Amèrica del Nord fins al Canadà i el sud-oest d'Alaska.

## Taxonomia
Els cordeumàtides inclouen unes 1200 espècies, classificats en quatre subordres i approximadament 50 famílies, per bé que nombroses famílies contenen només entre un i cinc gèneres.
Subordre Chordeumatidea Pocock 1894 
- Superfamília Chordeumatoidea  C. L. Koch, 1847 
  - Família Chordeumatidae C. L. Koch, 1847 
  - Família Speophilosomatidae  Takakuwa, 1949

Subordre Craspedosomatidea Cook, 1895
- Superfamília Anthroleucosomatoidea  Verhoeff 1899
  - Família Anthroleucosomatidae  Verhoeff 1899 
  - Família Haasiidae  Hoffman, 1980 
  - Família Origmatogonidae  Verhoeff 1914
  - Família Vandeleumatidae  Mauriès, 1970
- Superfamília Brannerioidea Cook, 1896
  - Família Brachychaeteumatidae  Verhoeff, 1910
  - Família Branneriidae  Cook, 1896
  - Família Chaemosomatidae  Verhoeff, 1913Atractosoma (Craspedosomatidae) from GermanyCraspedosoma (Craspedosomatidae) from Belgium

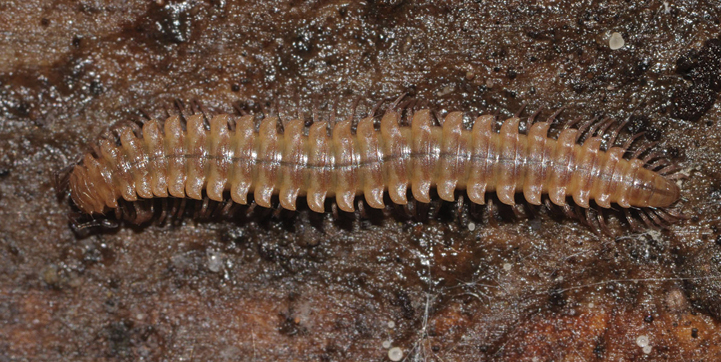
Atractosoma (Craspedosomatidae) from Germany

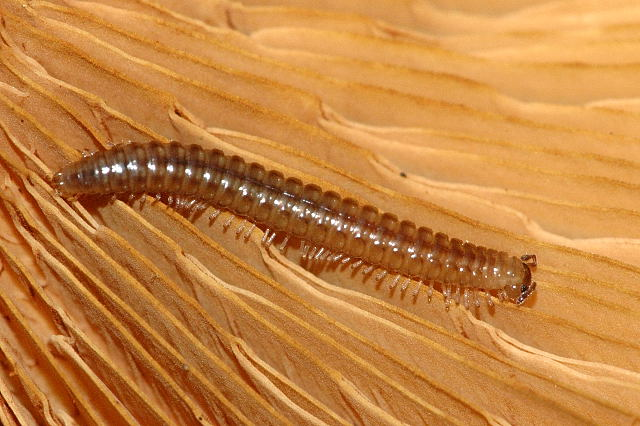
Craspedosoma (Craspedosomatidae) from Belgium

  - Família Golovatchiidae  Shear, 1992
  - Família Heterolatzeliidae  Verhoeff 1899
  - Família Kashmireumatidae  Mauriès, 1982
  - Família Macrochaeteumatidae  Verhoeff, 1914
  - Família Microlympiidae  Shear & Leonard, 2003
  - Família Niponiosomatidae  Verhoeff, 1941
  - Família Tingupidae  Loomis, 1966 
  - Família Trachygonidae  Cook, 1896
- Superfamília Cleidogonoidea Cook, 1896
  - Família Biokoviellidae  Mrsic, 1992
  - Família Cleidogonidae  Cook, 1896
  - Família Entomobielziidae  Verhoeff, 1899
  - Família Lusitaniosomatidae  Schubart, 1953
  - Família Opisthocheiridae  Ribaut, 1913
  - Família Trichopetalidae  Verhoeff, 1914
- Superfamília Craspedosomatoidea Gray in Jones, 1843
  - Família Attemsiidae  Verhoeff, 1899 A pair of Haasea (Haaseidae) from Germany. The dorsal groove is visible

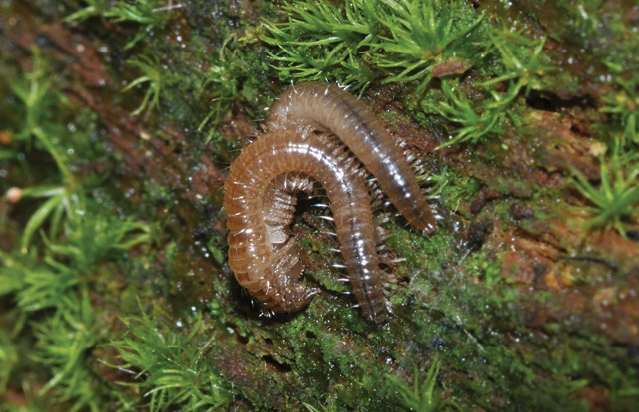
A pair of Haasea (Haaseidae) from Germany. The dorsal groove is visible

  - Família Craspedosomatidae  Gray in Jones, 1843
  - Família Haplobainosomatidae  Verhoeff, 1909
- Superfamília Haaseoidea Attems, 1899
  - Família Haaseidae  Attems, 1899
- Superfamília Neoatractosomatoidea Verhoeff, 1901
  - Família Altajellidae  Mikhaljova & Golovatch, 2001
  - Família Cyrnosomatidae  Mauriès, 2003
  - Família Faginidae  Attems, 1926
  - Família Hoffmaneumatidae  Golovatch, 1978
  - Família Mastigophorophyllidae  Verhoeff, 1899
  - Família Neoactractosomatidae  Verhoeff, 1901
- Superfamília Verhoeffioidea Verhoeff, 1899
- Família Verhoeffiidae  Verhoeff, 1899

Suborder Heterochordeumatidea Shear, 2000
- Superfamília Conotyloidea Cook, 1896
  - Família Adritylidae  Shear, 1971
  - Família Conotylidae  Cook, 1896
- Superfamília Diplomaragnoidea Attems, 1907  Schedotrigona (Metopidiotrichidae) from New Zealand

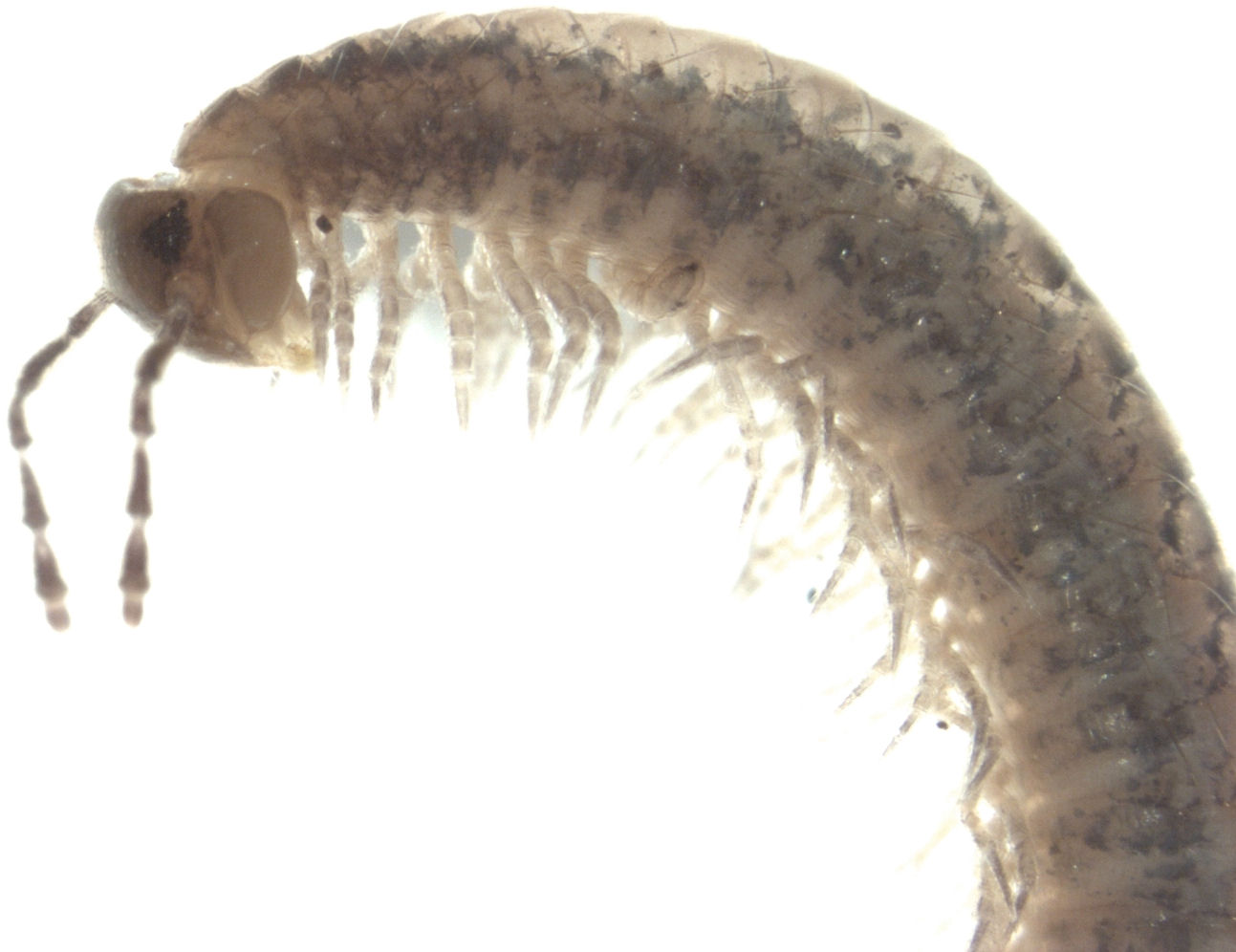
Schedotrigona (Metopidiotrichidae) from New Zealand

  - Família Diplomaragnidae  Attems, 1907
- Superfamília Heterochordeumatoidea Pocock, 1894
  - Família Eudigonidae  Verhoeff, 1914
  - Família Heterochordeumatidae  Pocock, 1894
  - Família Megalotylidae  Golovatch, 1978
  - Família Metopidiotrichidae Attems, 1907
  - Família Peterjohnsiidae  Mauriès, 1987
- Superfamília Pygmaeosomatoidea Carl, 1941
  - Família Lankasomatidae  Mauriès 1978
  - Família Pygmaeosomatidae  Carl, 1941

Suborder Striariidea Cook, 1896
- Superfamília Caseyoidea Verhoeff, 1909
  - Família Caseyidae  Verhoeff, 1909
  - Família Urochordeumatidae  Silvestri, 1909
- Superfamília Striarioidea Bollman, 1893
  - Família Apterouridae  Loomis, 1966
  - Família Buotidae  Shear, 2009
  - Família Rhiscosomididae  Silvestri, 1909
  - Família Striariidae  Bollman, 1893